# Wulfnoth Godwinson
Wulfnoth Godwinson (1040 – Winchester, 1094) era un fratello minore di Aroldo II d'Inghilterra, il sesto figlio di Godwin del Wessex, appartenente dunque alla dinastia Godwin ed unico dei figli maschi di Godwin a sopravvivere al 1066.

## Biografia
Wulfnoth fu dato in ostaggio a Edoardo il Confessore nel 1051 come garanzia del buon comportamento e sostegno di Godwin durante lo scontro tra questo e il re, scontro che portò all'esilio Godwin e degli altri suoi figli. Al ritorno di Godwin in Inghilterra a capo di un esercito un anno dopo, in seguito a lunghi preparativi in Irlanda e nelle Fiandre, i sostenitori normanni del re Edoardo e in particolare l'arcivescovo Robert di Jumièges fuggirono dall'Inghilterra. È probabile che in quel momento Wulfnoth (e Hakon, figlio di Sweyn Godwinson, il figlio maggiore di Godwin) siano stati portati via dall'arcivescovo in fuga e portati in Normandia, dove furono consegnati al duca Guglielmo di Normandia.
Secondo la Historia novorum in Anglia dello storico inglese Eadmero di Canterbury, la ragione dell'arrivo di Aroldo in Normandia nel 1064 o 1065 era la liberazione di Wulfnoth e suo nipote Hakon. A tal fine, portò con sé una grande quantità di ricchezza, tutta confiscata dal conte Guido I di Ponthieu quando Aroldo e il suo seguito naufragarono.
Tuttavia le ragioni di Aroldo per viaggiare nel continente non sono chiare, e ci sono altre spiegazioni ragionevoli, non ultima l'ipotesi secondo la quale Aroldo cercò il supporto tra i magnati continentali per la sua ascesa al trono inglese, dato che Edoardo il Confessore era ormai vecchio e senza un erede. Quando in seguito Aroldo prestò giuramento a Guglielmo accettando di diventare il suo vassallo e di sostenere la sua successione sul trono inglese, una delle promesse fatte in cambio da Guglielmo, secondo Eadmero di Canterbury, era che Wulfnoth sarebbe tornato sano e salvo quando Guglielmo sarebbe divenuto re. L'assunzione della corona da parte di Aroldo ruppe questo presunto accordo e Wulfnoth non fu rilasciato fino al 1087 a seguito di un'amnistia dal morente re Guglielmo I. Fu liberato solo brevemente, prima che il re Guglielmo II Rufo lo portasse in esilio in Inghilterra.
Naturalmente, ci sono molte altre spiegazioni della durevole cattività di Wulfnoth. Anche dopo la vittoria di Guglielmo nella battaglia di Hastings (1066) su Aroldo e l'incoronazione di re d'Inghilterra a Londra più tardi quell'anno, la pacificazione inglese rimase incerta. Guglielmo potrebbe aver tenuto in ostaggio Wulfnoth per prevenire una rinascita del potere della dinastia Godwinson, possibili rivali al trono.
Wulfnoth visse in cattività ma in una "gabbia d'oro" in Normandia e successivamente in Inghilterra, e morì a Winchester nel 1094, ancora prigioniero.

## Cultura di massa
Wulfnoth è stato interpretato dall'attore britannico Michael Pennington nella commedia televisiva in due parti della BBC Conquest (1966), parte della serie Theater 625.

## Ascendenza
|                       |                  |                             | Genitori |  |  | Nonni |  |  | Bisnonni |  |  | Trisnonni |  |
|                       |                  |                             |          |  |  |       |  |  | …        |  |  | …         |  |
|                       |                  |                             |          |  |  |       |  |  | …        |  |  | …         |  |
|                       |                  | …                           |          |  |  |       |  |  | …        |  |  |           |  |
| Wulfnoth Cild         |                  |                             |          |  |  |       |  |  | …        |  |  |           |  |
|                       |                  | …                           | …        |  |  |       |  |  |          |  |  |           |  |
|                       |                  | …                           | …        |  |  |       |  |  |          |  |  |           |  |
|                       |                  | …                           | …        |  |  |       |  |  |          |  |  |           |  |
| Godwin del Wessex     |                  | …                           |          |  |  |       |  |  |          |  |  |           |  |
|                       |                  | …                           | …        |  |  |       |  |  |          |  |  |           |  |
|                       |                  | …                           | …        |  |  |       |  |  |          |  |  |           |  |
|                       |                  | …                           | …        |  |  |       |  |  |          |  |  |           |  |
| …                     |                  | …                           |          |  |  |       |  |  |          |  |  |           |  |
|                       |                  | …                           | …        |  |  |       |  |  |          |  |  |           |  |
|                       |                  | …                           | …        |  |  |       |  |  |          |  |  |           |  |
|                       |                  | …                           | …        |  |  |       |  |  |          |  |  |           |  |
| Wulfnoth Godwinson    |                  | …                           |          |  |  |       |  |  |          |  |  |           |  |
|                       | Styrbjörn Starke | Olof (II) Björnsson         |          |  |  |       |  |  |          |  |  |           |  |
|                       | Styrbjörn Starke | Olof (II) Björnsson         |          |  |  |       |  |  |          |  |  |           |  |
|                       | Styrbjörn Starke | Ingeborg Thransdotter       |          |  |  |       |  |  |          |  |  |           |  |
| Thorgils Sprakalägg   | Styrbjörn Starke |                             |          |  |  |       |  |  |          |  |  |           |  |
|                       |                  | Tyri di Danimarca (Fatata?) | …        |  |  |       |  |  |          |  |  |           |  |
|                       |                  | Tyri di Danimarca (Fatata?) | …        |  |  |       |  |  |          |  |  |           |  |
|                       |                  | Tyri di Danimarca (Fatata?) | …        |  |  |       |  |  |          |  |  |           |  |
| Gytha Thorkelsdaettir |                  | Tyri di Danimarca (Fatata?) |          |  |  |       |  |  |          |  |  |           |  |
|                       |                  | …                           | …        |  |  |       |  |  |          |  |  |           |  |
|                       |                  | …                           | …        |  |  |       |  |  |          |  |  |           |  |
|                       |                  | …                           | …        |  |  |       |  |  |          |  |  |           |  |
| Sigrid del Halland    |                  | …                           |          |  |  |       |  |  |          |  |  |           |  |
|                       |                  | …                           | …        |  |  |       |  |  |          |  |  |           |  |
|                       |                  | …                           | …        |  |  |       |  |  |          |  |  |           |  |
|                       |                  | …                           | …        |  |  |       |  |  |          |  |  |           |  |
|                       |                  | …                           |          |  |  |       |  |  |          |  |  |           |  |